# Treze Tílias
Treze Tílias är en kommun i Brasilien.   Den ligger i delstaten Santa Catarina, i den södra delen av landet, 1 300 km söder om huvudstaden Brasília. Antalet invånare är 6 342.
I omgivningarna runt Treze Tílias växer huvudsakligen savannskog. Runt Treze Tílias är det ganska glesbefolkat, med 22 invånare per kvadratkilometer.